# حي الرشيد (عدن)
حي الرشيد هو أحد أحياء مديرية خور مكسر في محافظة عدن اليمنية. يبلغ تعداد سكانه 2401 نسمة حسب التعداد السكاني في اليمن لعام 2004.